# Cristina Bonometti
Cristina Bonometti (Montichiari, 21 aprile 1989) è un'ex calciatrice italiana, di ruolo attaccante.

## Carriera

### Club
Dopo aver giocato nel ruolo di centrocampista con l'Atalanta in Serie A, nella sua ultima parte di carriera lascia il calcio femminile a 11 e sceglie di proseguire con il calcio a 7 giocando nel campionato CSI della sezione di Brescia.
Tesserata dalla stagione 2018/19 con l'US Calcinato, 
Nel 2019 è vice campione provinciale e Campione Regionale.
Nel 2022 é Campione provinciale (Mvp della finale) e vice campione Regionale.
Nel 2023 è Campione Provinciale. 
Nel 2024 vince Supercoppa, titolo provinciale e titolo regionale, portando la Società ad uno storico triplete.  
Nel 2025 vince ancora il titolo Provinciale.
Sempre con l'Us Calcinato vince la Supercoppa bresciana nel 2020, nel 2022 e 2024.
Nel Giugno 2023 è insignita dall'Amministrazione Comunale di Calcinato dell'attestato di benemerenza per meriti sportivi a livello locale e nazionale.

### Nazionale
Nel luglio del 2008 ha vinto gli Europei Under 19 con la nazionale italiana, giocando quattro partite e segnando due reti nella fase finale. Aveva già segnato quattro reti (in cinque partite) nel girone di qualificazione.

## Palmarès
- Campionato d'Europa under 19: 1

2008